# Cynanchum acutum

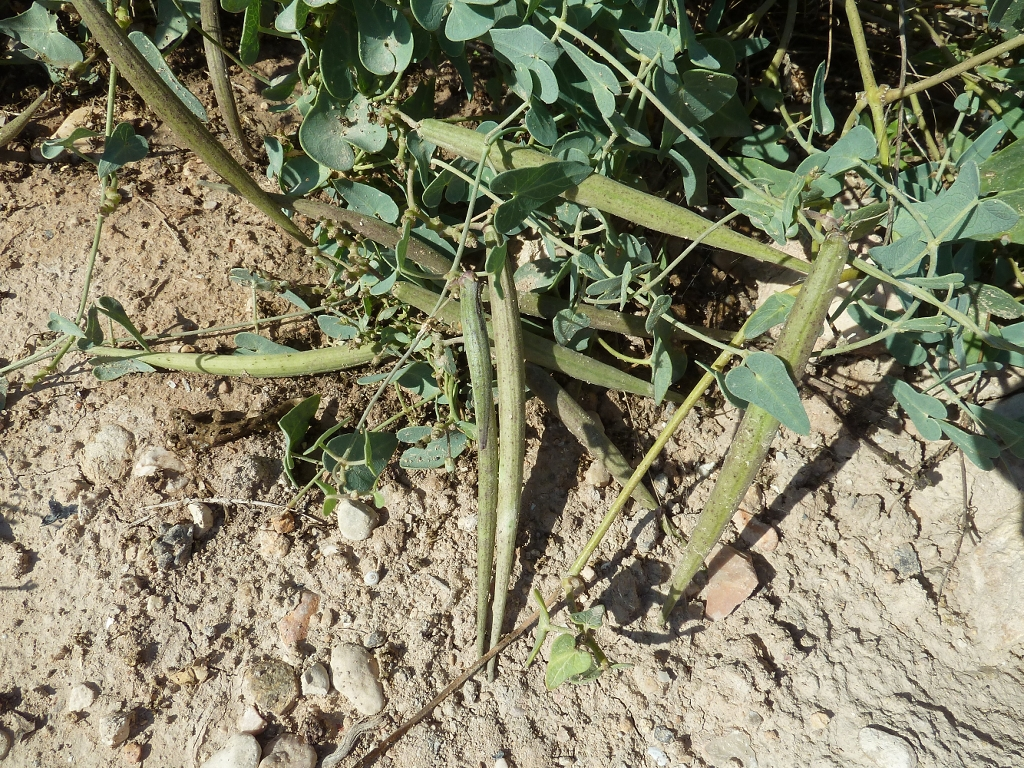
Frutos inmaduros in situ.

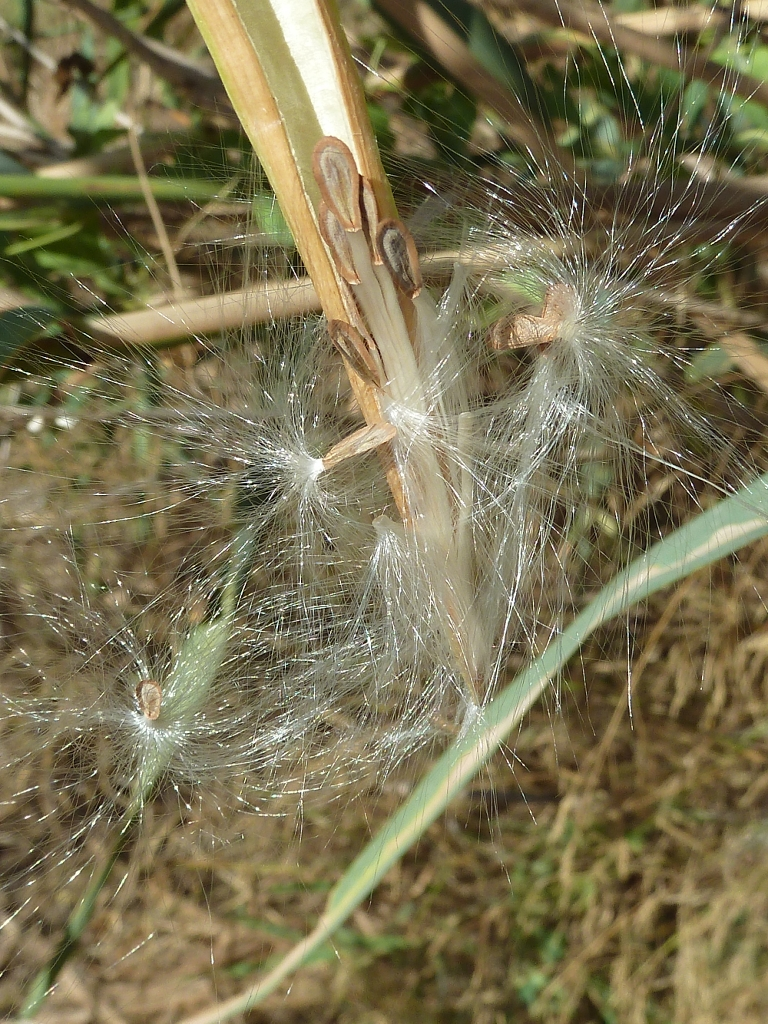
Fruto maduro abierto y semillas aladas con penacho.

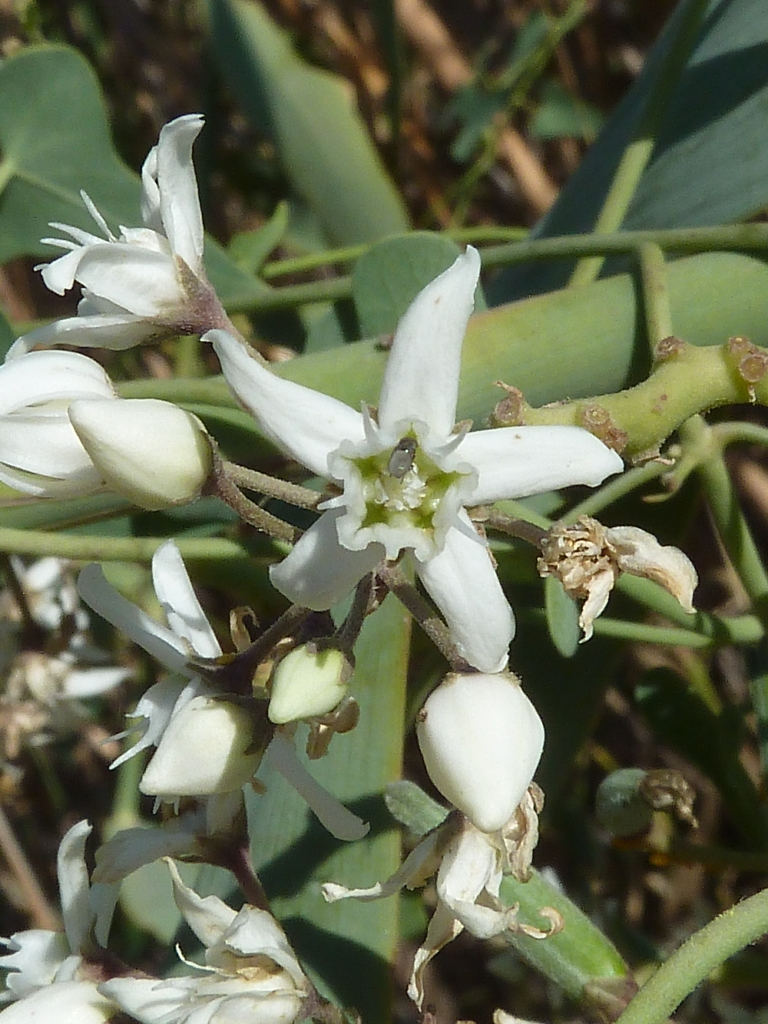
Flores

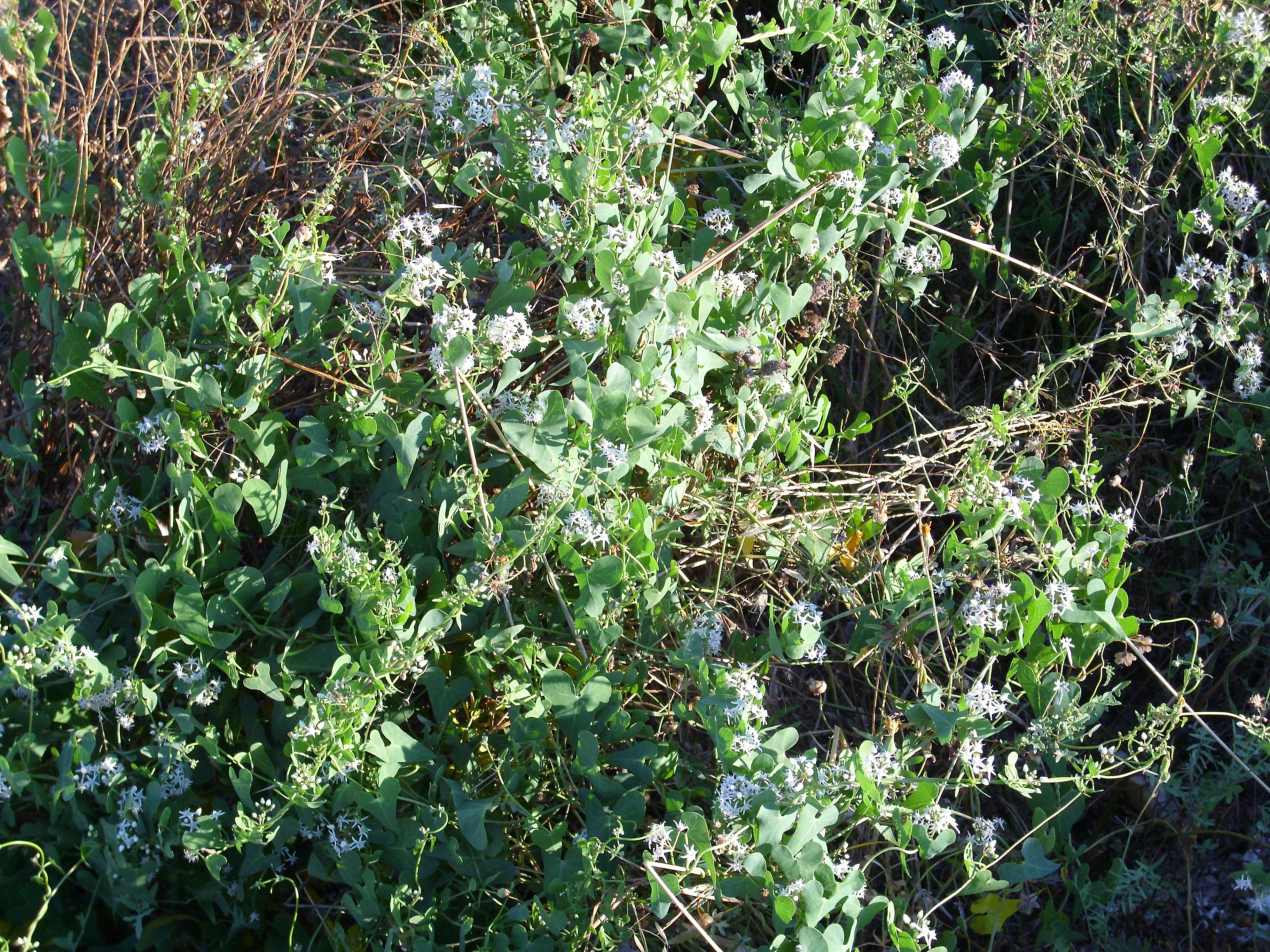
En su hábitat

Cynanchum acutum, el matacán —entre otros numerosos nombres comunes—, es una especie de planta enredadera del género Cynanchum de la familia Apocynaceae.

## Descripción
Es una hierba perennifolia trepadora de hasta de 4 m de altura con tallos pelosos y volubles. Las hojas, de 2-8 por 1-6 cm, son opuestas, triangulares, basalmente cordadas o lobadas, con lóbulo basal de 0,5-3 cm, enteras, pelosas y con un pecíolo de 1-2,5 cm. Las inflorescencias son cimas axilares, con 15-30 flores, con pedúnculos de 12-20 mm, pelosos. Las brácteas, de unos 1-2 por 0,2-0,4 mm son lineares, prontamente caedizas. Las flores tienen pedicelos de 4-8,5 mm. El cáliz presenta 5 lóbulos de 1-2,5 por 0,4-1,5 mm, triangular-lanceolados, escasamente pelosos. La corola tiene 5 pétalos de 5-7 por 2-3 mm, triangular-lanceolados, erectos, glabros o con pelos esparcidos en su cara adaxial, blanco-rosados; la corona, doblemente pentámera, es de color rosado o purpúrea, con apéndices estaminales de 4,5-7 mm, parcialmente adnatos a los filamentos estaminales y terminados en un apéndice agudo, con otros interestaminales de 2,5-4 mm, fusionados. Los frutos son folículos, de 8-20 por 7-9 mm, fusiformes, péndulos, inermes (pero algo tomentosos cuando inmaduros), pardos en la maduración , con semillas de 6-7 por 2,5-4 mm, piriformes, aplanadas, aladas, pardas, de superficie crispada, y con vilano apical de unos 3 mm, sedoso, de color blanco.

## Hábitat y distribución
Es una especie nativa del Mediterráneo hasta los Urales y el subcontinente indio.
En la península ibérica, está repartida en todo el territorio, sobre todo en el Norte y la costa del Mediterráneo, y es muy rara en el Oeste
Abunda en lugares húmedos y arenales, vegas, alcores y litorales. Florece de junio hasta septiembre, desde el nivel del mar hasta los 900 m de altitud.

## Usos y propiedades
El lätex contiene cinancol, mezcla de cinancocerina y cinanchina; se cuaja en una masa parduzca que tiene propiedades purgantes.

## Taxonomía
Cynanchum acutum fue descrita por Carlos Linneo y publicado en Species Plantarum 1: 212. 1753.
Etimología
Cynanchum: nombre genérico que proviene del latín cynánchum, -i, derivado del griego κύναγχον, kýnanchon que, según Dioscórides, es otro nombre para el ἀπόκυνον, apókynon del cual las hojas «amasadas con exundia y dadas a comer a los perros, a las panteras, a los lobos, a los raposos, los matan»; del Griego κυνο-, kyno- "perro" y el verbo ἄγχω, ánkhō "estrangular, ahogar", o sea Matacán, que es uno de los nombres vernaculares de la especie C. acutum en castellano, especie corriente en España.
acutum: epíteto latín
Taxones infraespecíficos aceptados
- Cynanchum acutum subsp. sibiricum (Willd.) Rech.f. - sin.: Cyathella cathayensis (Tsiang & H.T.Zhang) C.Y.Wu & D.Z.Li,

Sinonimia
- Cynanchum excelsum Desf.
- Cynanchum fissum Pomel
- Cynanchum hastatum Lam.
- Cynanchum maritimum Salisb.
- Cynanchum monspeliacum L.
- Solenostemma acutum (L.) Wehmer
- Vincetoxicum acutum (L.) Kuntze
- Vincetoxicum excelsum (Desf.) Kuntze[8]

Citología
Número de cromosomas: 2n = 18.

## Nombres vernáculos
- Castellano: corregüela borde (2), corregüela lechosa (2), corregüela leñosa, correhuela aguda (2), correhuela lechosa (6), escamonea de Montpellier, escamonea de Valencia, escamonea del país, escamonea falsa (5), escamonea falsa de Montpeller, escamonea falsa de Valencia, escamonea valenciana (2), escamonila de Valencia, escamonila falsa, escamonilla de Valencia, escamonilla falsa, escamonilla valenciana (2), habas de perro, habichuelones, matacán (6), matacán agudo (2), matacán de España (3), matacán valenciano, mataperros. Entre paréntesis, la frecuencia de uso de los vocablos en España; en negrita, los más habituales/extendidos.[4]